# 阿依努尔·买合赛提
阿依努尔·买合赛提（20世纪—），女，维吾尔族。
曾任中共拜城县委副书记、县长等职。2011年1月，任共青团新疆维吾尔自治区委书记。2018年9月，任新疆维吾尔自治区妇联主席。